# Dankelsheim
 (mars 2020).
Dankelsheim est un quartier de la commune allemande de Bad Gandersheim, dans l'arrondissement de Northeim, Land de Basse-Saxe.

## Géographie
Dankelsheim se situe à environ 5 kilomètres au nord-est du centre-ville de Bad Gandersheim, au pied du Heber à l'est du Helleberg.

## Histoire
Dankelsheim est mentionné pour la première fois en 1129, lorsque le lieu appelé alors « Thancoluisse » se trouve sous l'administration de Burchard de Loccum.
Dans le village se trouve l'église Saint-Jean, dont la paroisse appartient au prieuré de Bad Gandersheim. Le bâtiment en pierre remplace une chapelle en bois en 1470. Il est rénové plusieurs fois, notamment en 1607 par le premier abbé protestant de Clus], Georg Schünemann, et en 1875.
Le 1er mars 1974, Dankelsheim fusionne dans la ville de Bad Gandersheim.

## Source, notes et références
- (de) Cet article est partiellement ou en totalité issu de l’article de Wikipédia en allemand intitulé « Dankelsheim » (voir la liste des auteurs).

1. ↑  (de) Statistisches Bundesamt, Historisches Gemeindeverzeichnis für die Bundesrepublik Deutschland. : Namens-, Grenz- und Schlüsselnummernänderungen bei Gemeinden, Kreisen und Regierungsbezirken vom 27. 5. 1970 bis 31. 12. 1982., W. Kohlhammer GmbH, 1983 (ISBN 3170032631), p. 269